# Pleurota kostjuki
Pleurota kostjuki is een vlinder uit de familie sikkelmotten (Oecophoridae). De wetenschappelijke naam is voor het eerst geldig gepubliceerd in 1990 door Lvovsky.
De soort komt voor in Europa.